# 重装机兵 沙尘之锁
《重装机兵 沙尘之锁》是由Success开发的PlayStation 2游戏，是角色扮演游戏重装机兵系列作品之一。日本地区由Success于2005年6月9日发行，北美地区则由ATLUS代理。由于系列“Metal Max”商标存在着权利问题，本作采用了新商标“Metal Saga”发行。此外，本作是系列中首部成功发行的3D视图游戏。

## 开发
自Data East于1991年发行系列首作以来，系列就以“高自由度”而知名。然而Data East于2003年宣布破产，商标“Metal Max”又被新宿Express抢注，因而本作使用了新商标“Metal Saga”发行。系列之父宫冈宽并没有从一开始就参与游戏，他说道“我不能再为重装机兵做什么了，我以为它真的已经死了”。
游戏于2005年6月在日本发售，在2006年3月，游戏发布了价格较低的“Best”版。2006年5月，游戏在北美发售，这是系列作品第一次在日本以外的市场发售。

## 评价
日本游戏杂志《Fami通》为游戏打了30/40分。根据Media Create的统计，游戏首周售出了63,219份。至2005年末，日版一共售出了99,374份。